# Верхний Тимерлек
Верхний Тимерлек (тат. Югары Тегермәнлек) — село в Рыбно-Слободском районе Республики Татарстан. Административный центр Нижнетимерлекского сельского поселения.

## География
Расположено на реке Сула, в 22 км к северо-востоку от посёлка городского типа Рыбная Слобода.

## История
Известно с периода Казанского ханства. В XVIII — 1-й половине XIX веков жители относились к категории государственных крестьян. Занимались земледелием, разведением скота, изготовлением на продажу деревянной посуды, дуг для конской сбруи. По сведениям 1859 года, в Верхнем Тимерлеке была мечеть. С 1895 года действовало смешанное русское одноклассное земское училище. В начале XX века здесь функционировали 3 мечети, 3 мектеба, 8 мелочных лавок. В этот период земельный надел сельской общины составлял 2071 десятин.
До 1920 года село входило в Урахчинскую волость Лаишевского уезда Казанской губернии. С 1920 года в составе Лаишевского кантона Татарской АССР. С 1927 года в Рыбно-Слободском, с 1935 года в Кзыл-Юлдузском районах. В 1963—1965 годах в связи с ликвидацией Рыбно-Слободского района входил в состав Мамадышского района. С 1965 года вновь вошел в состав Рыбно-Слободского района.
В 1931 году в селе был организован колхоз. В 1993 году сельскохозяйственный кооператив им. Габдуллы Тукая.

## Население
| 1782 | 1859 | 1897 | 1908 | 1920 | 1926 | 1938 | 1949 | 1958 | 1970 | 1989 | 2000 | 2010 | 2020 |
| ---- | ---- | ---- | ---- | ---- | ---- | ---- | ---- | ---- | ---- | ---- | ---- | ---- | ---- |
| 184  | 883  | 1449 | 1715 | 1858 | 2088 | 2037 | 1411 | 1027 | 1388 | 947  | 916  | 737  | 585  |

Национальный состав села — татары.

## Экономика
Жители работают преимущественно в бюджетных организациях села, акционерном обществе "Востокзернопродукт «Рыбная Слобода».

## Инфраструктура
Средняя школа (с 1919 г. как начальная), детский сад, дом культуры, библиотека, врачебная амбулатория.

## Религия
2 мечети (с 1991 г. и с 1992 г.).

## Известные люди
- Шафигуллин Рахман Галимович (р. 1949) — прозаик, публицист, член президиума Союза журналистов России, почётный гражданин города Набережные Челны
- Фатихов Минневазих Хазипович (р. 1958) — поэт, журналист.[источник?]